# Diga di Is Barrocus
La diga di Is Barrocus è uno sbarramento artificiale situato nell'omonima località, in territorio di Isili, città metropolitana di Cagliari.
L'opera, realizzata tra il 1985 e il 1991, venne collaudata il 15 maggio 2008. 

La diga è di tipo murario a gravità ordinaria; interrompendo il corso del fiume Flumini Mannu (Cagliari) dà origine all'omonimo lago; comprese le fondamenta ha un'altezza di 38,50 metri e sviluppa un coronamento di 160 metri a 416 metri sul livello del mare. 
 
Alla quota di massimo invaso, prevista a quota 414,55, il bacino generato dalla diga ha una superficie dello specchio liquido di circa 140 ettari, mentre il suo volume totale è calcolato in 14 milioni di metri cubi. La superficie del bacino imbrifero direttamente sotteso risulta di circa 93 chilometri quadrati.
L'impianto, di proprietà della Regione Sardegna, fa parte del sistema idrico multisettoriale regionale ed è gestito dall'Ente acque della Sardegna.

## Curiosità

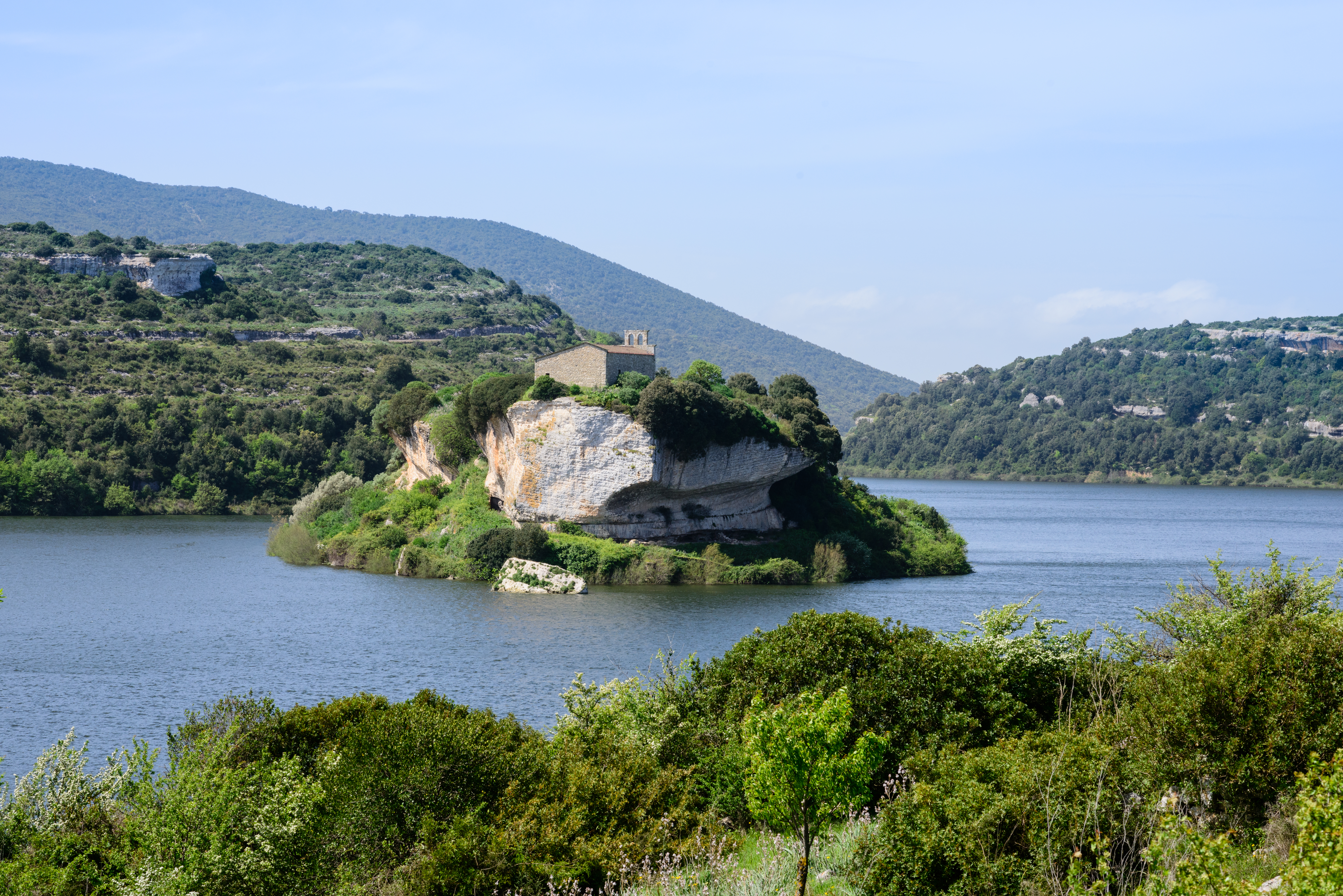
Chiesa di San Sebastiano

La chiesa di San sebastiano era costruita su un taccu che sovrastava il Fluminimannu. Adesso, dopo la costruzione della diga, la chiesa si trova su un isolotto.